# Palazzo Lomellini-Dodero
Palazzo Lomellini-Dodero è un edificio storico italiano, sito in via Lomellini 15, nel centro storico di Genova. È uno dei Palazzi dei Rolli che furono designati, al tempo della Repubblica di Genova, a ospitare gli ospiti di alto rango durante le visite di stato per conto del governo genovese.
È delimitato a destra da salita dell'Oro, percorrendo la quale si sbocca in via Cairoli, e a sinistra da vico alla Casa di Mazzini, una strettoia chiusa nelle due direzioni da cancelli, che lo separa dalla casa natale di Giuseppe Mazzini, che vi nacque nel 1805, la quale ospita il Museo del Risorgimento e Istituto Mazziniano.
L'edificio fa parte dei Palazzi dei Rolli, nello specifico è segnalato al bussolotto n. 2 del 1664.

## Storia e descrizione
Non si hanno notizie su chi fece erigere il palazzo e non se ne conosce l'anno esatto di fondazione. Nel 1647 si ha notizia della richiesta di poter raddrizzare la facciata del palazzo già di proprietà di Giovanni Battista Lomellini, doge della Repubblica di Genova nel 1646-1648. La proprietà passa alla famiglia Di Negro alla fine del XVIII secolo.
Gli ultimi piani, danneggiati dai bombardamenti della seconda guerra mondiale, sono stati quasi totalmente ricostruiti negli anni 50. Lo scalone originale a volte su colonne marmoree fino al quarto piano è, invece, in perfette condizioni. La facciata conservava evidenti tracce della decorazione dipinta con timpani semicircolari e con volute, anche se è stata in parte alterata nel XIX secolo dall'esigenza di uniformare la dimensione delle finestre.
L'atrio è stato modificato nei secoli, attualmente ingloba quattro colonne in marmo su piedistalli decorati a riquadri. Altre 4 colonne sono inglobate nel cavedio, risultato della chiusura nel XIX secolo dell'originale patio rinascimentale con vetrate. La seicentesca vasca marmorea, attualmente collocata nell'atrio, era parte del patio.
Un ulteriore restauro iniziato nel 2012, da parte della proprietà storica, ha restituito l'antico splendore all'immobile, dopo il restauro, terminato nel 2014, è stato venduto a vari privati.

## Galleria d'immagini

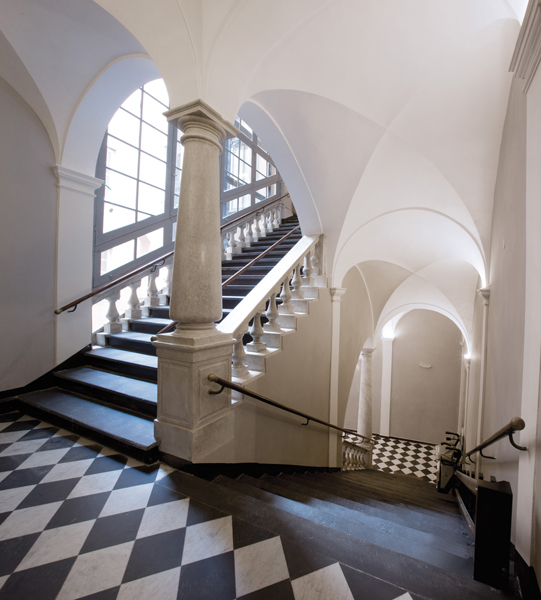
Il sontuoso scalone in marmo e ardesia
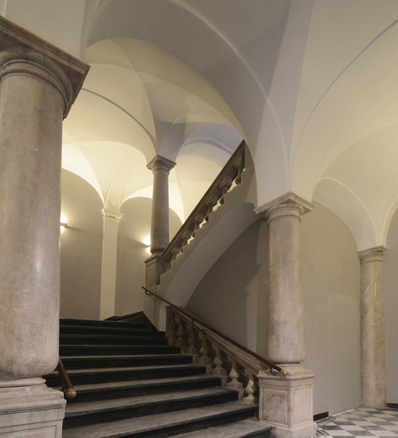
Lo scalone interno
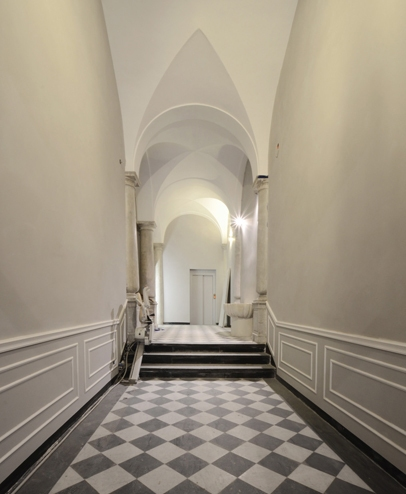
Il corridoio con volta a sesto acuto
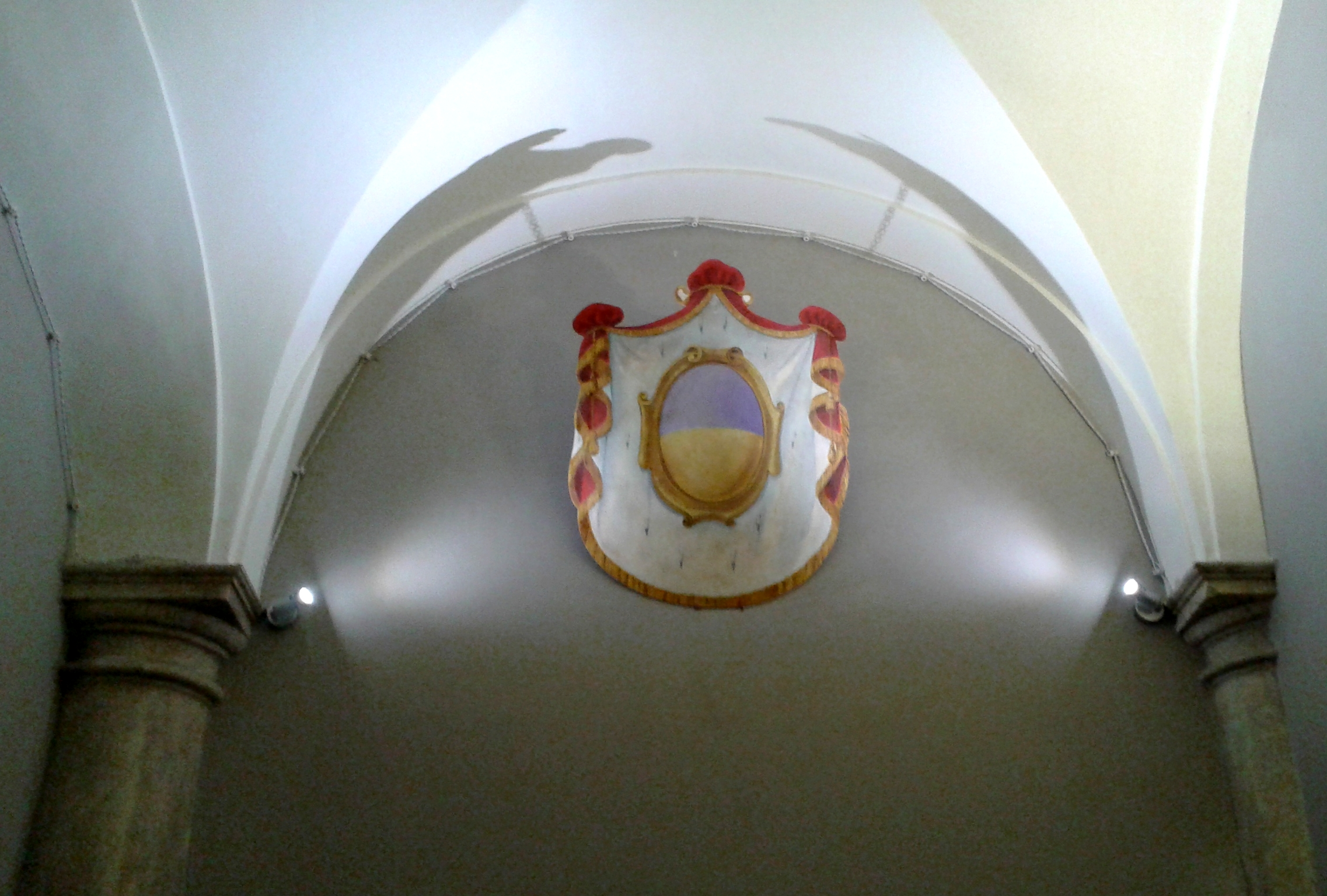
Lo stemma della famiglia
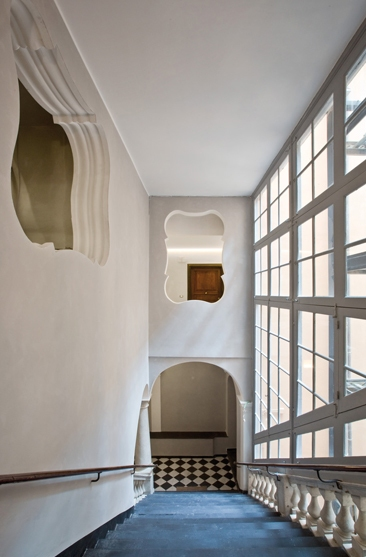
Scale interpiano ardesia XVI, vetrata in metallo XVIII
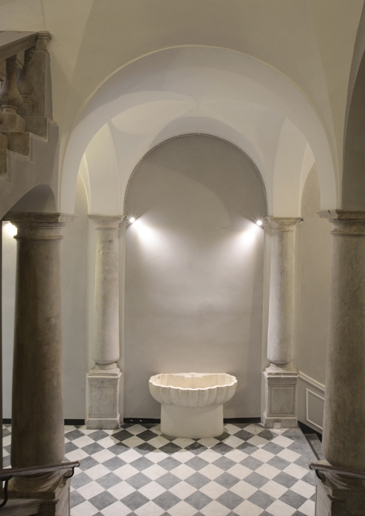
interni palazzo